# Panzerfaust 3
A Panzerfaust 3 (PzF 3) egy modern hordozható páncéltörő fegyver, amelyet a német Dynamit Nobel AG fejleszt és gyárt. Eredetileg a német haderő: a Bundeswehr számára kifejlesztett eszköz modern tandem robbanófeje a reaktív páncélzat (ERA) áttörése után akár 800-900 mm homogén acélpáncél (RHA) átütésére képes. A fegyvert 11 ország rendszeresítette. 2022-ben jelentős mennyiségű Panzerfaust 3-at juttatott Hollandia és Németország Ukrajnának katonai segélyként.

## Kialakítása és jellemzői
A fegyver egy eldobható vetőcsőbe illesztett rakétából és egy a markolatot, elsütőszerkezetet és irányzó optikát tartalmazó indító egységből áll. A kettő összeillesztése után van lehetőség a páncéltörő rakéta kilövésére. Az elsütést követően egy kisebb töltet kiveti a rakétát a vetőcsőből, amelynek rakétahajtóműve a kezelőtől biztonságos távolságra indul be. A fegyver hatásos lőtávolsága statikus célok ellen mintegy 400 méter, mozgó célok ellen hozzávetőleg 300 méter – ezeken a lőtávolságokon 90% találati valószínűség várható. A lövés után az indító egységet leválasztják az üres eldobható vetőcsőről, mivel az ismételten felhasználható.
A fegyver zárt térből is indítható, ha a legalább 12 négyzetméteres a helyiség és minimum 2 méteres szabad tér van az indító mögött. A fegyver mögött ember számára 8 méteren belül tartózkodni életveszélyes.
A típushoz többféle rakéta használható.
- Bunkerfaust – bunker-romboló rakéta, amely tandem High Explosive Dual Purpose (HEDP) robbanófejjel rendelkezik és elsősorban épületek, bunkerek ellen hatásos. Képes áttörni 360 mm tömör réglafalat, 1300 mm  vastag homokzsák fedezéket és akár 110 mm acélpáncélzatot.
- Panzerfaust 3-T – tandem páncéltörő rakéta, a reaktív páncélzat (ERA) áttörése után mintegy 700 mm homogén acélpáncél (RHA) átütésére képes. Tömege 13,4 kg.
- Panzerfaust 3-IT – tovább fejlesztett tandem páncéltörő rakéta, a reaktív páncélzat (ERA) áttörése után mintegy 800-900 mm homogén acélpáncél (RHA) átütésére képes. Tömege 14,3 kg. Ez az egyik legerősebb kézi páncéltörő fegyver: csak az orosz RPG-28 rendelkezik nagyobb átütő erővel.[1]
- Panzerfaust 3-IT 600 – tovább fejlesztett irányzékkal felszerelt PzF-3 IT, amely mozgó célokat 600 méter távolságról is képes eltalálni. A robbanófej hatása ugyanaz mint a PzF-3 IT esetében. Hollandia ezt változatot rendszeresítette.
- Panzerfaust 3 LWD – könnyített változat: tömege csak 8 kg, azonban csak könnyen páncélozott célpontok kilövésére alkalmas.

A fentiek mellett különféle gyakorló, kiképző rakéták is léteznek a fegyverhez.   

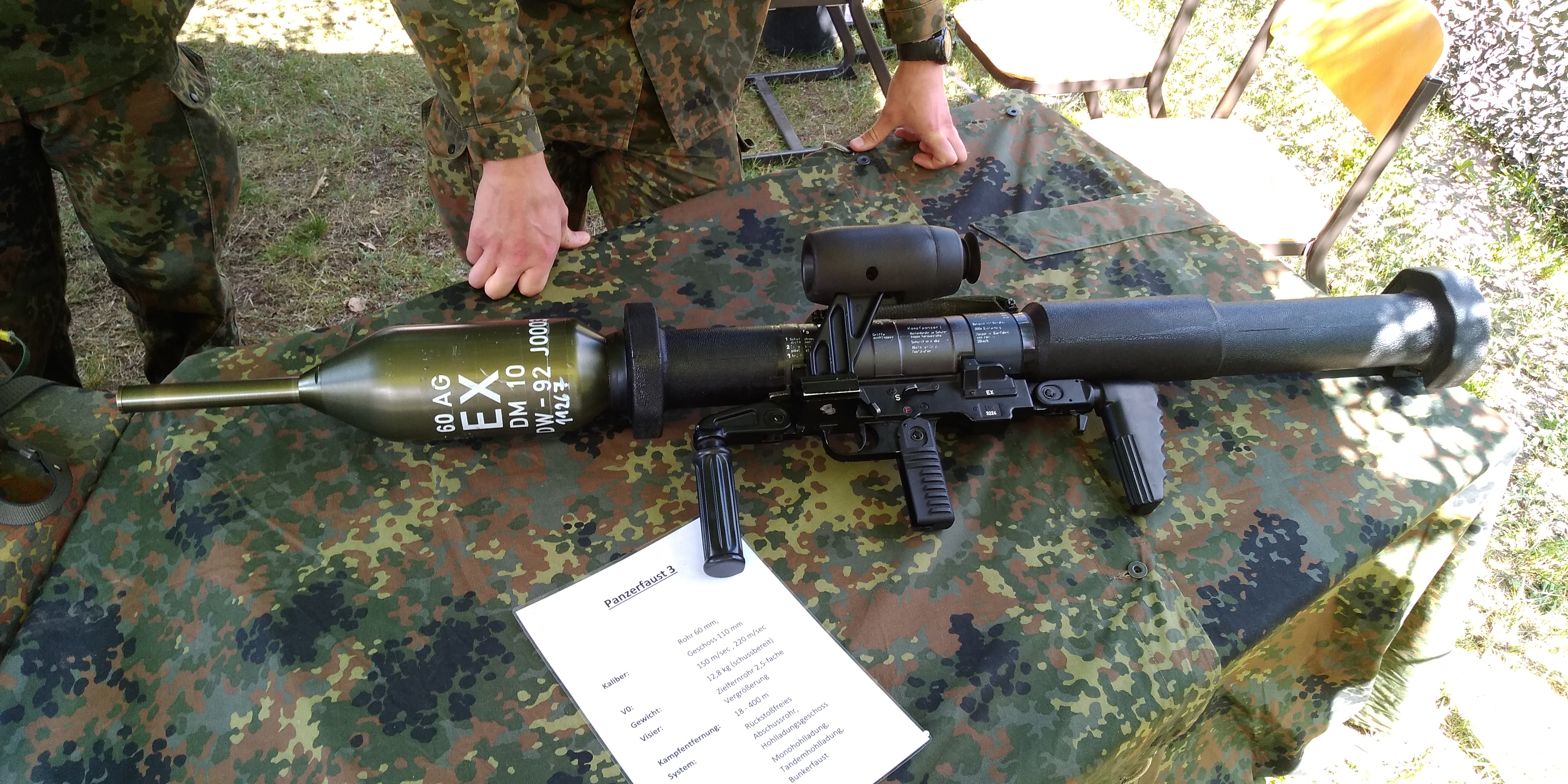
PzF-3 német bemutatón
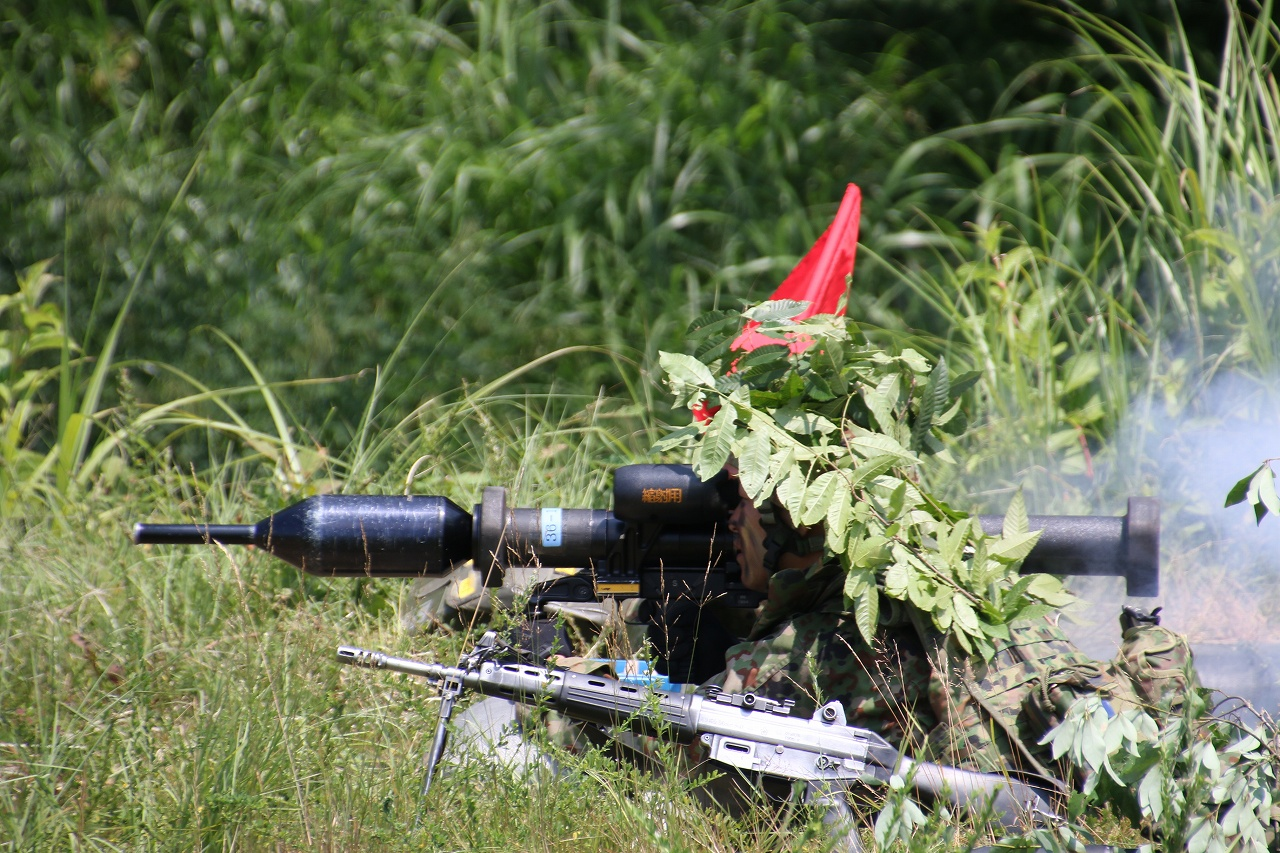
Japán hadgyakorlat
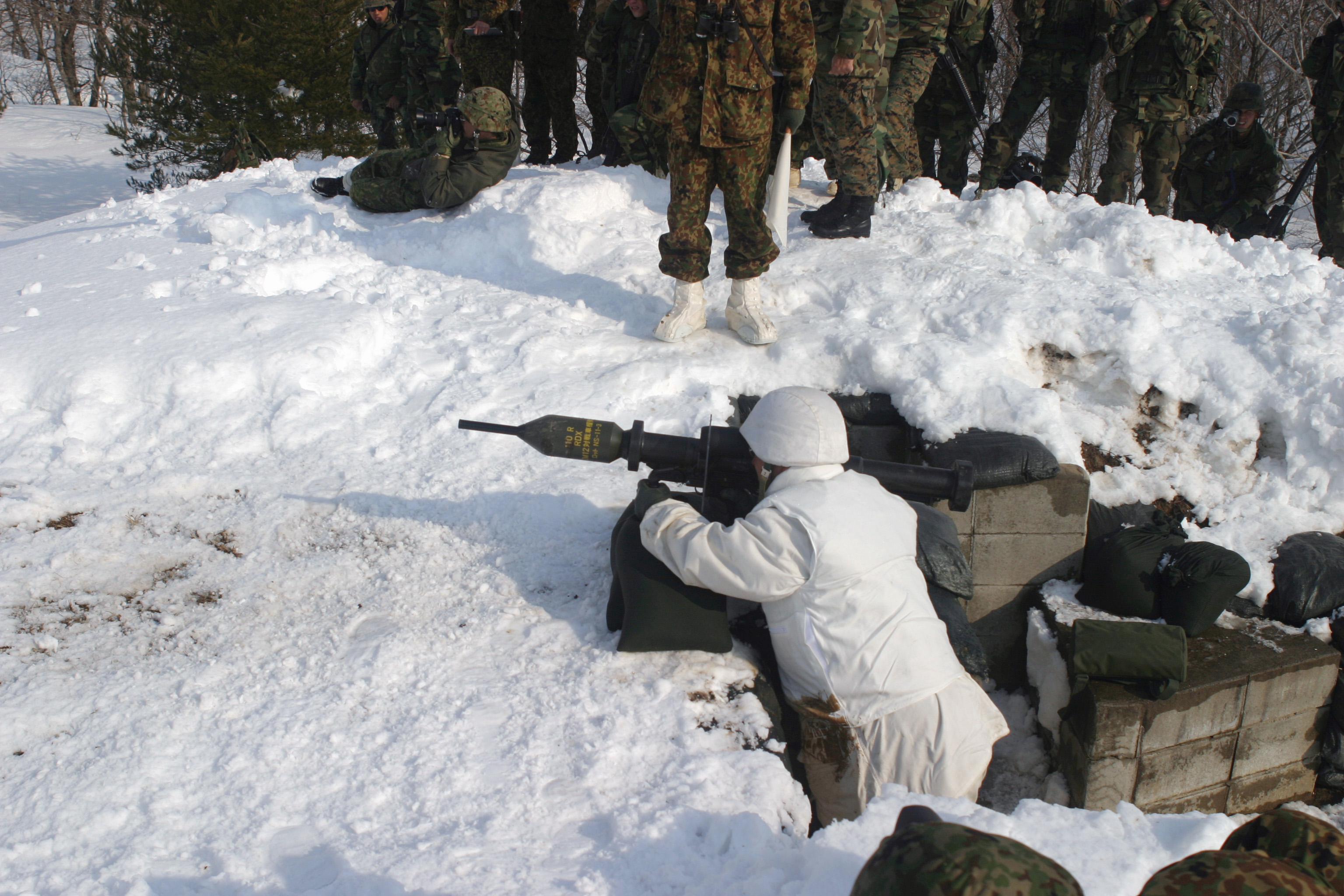
PzF-3 téli környezetben
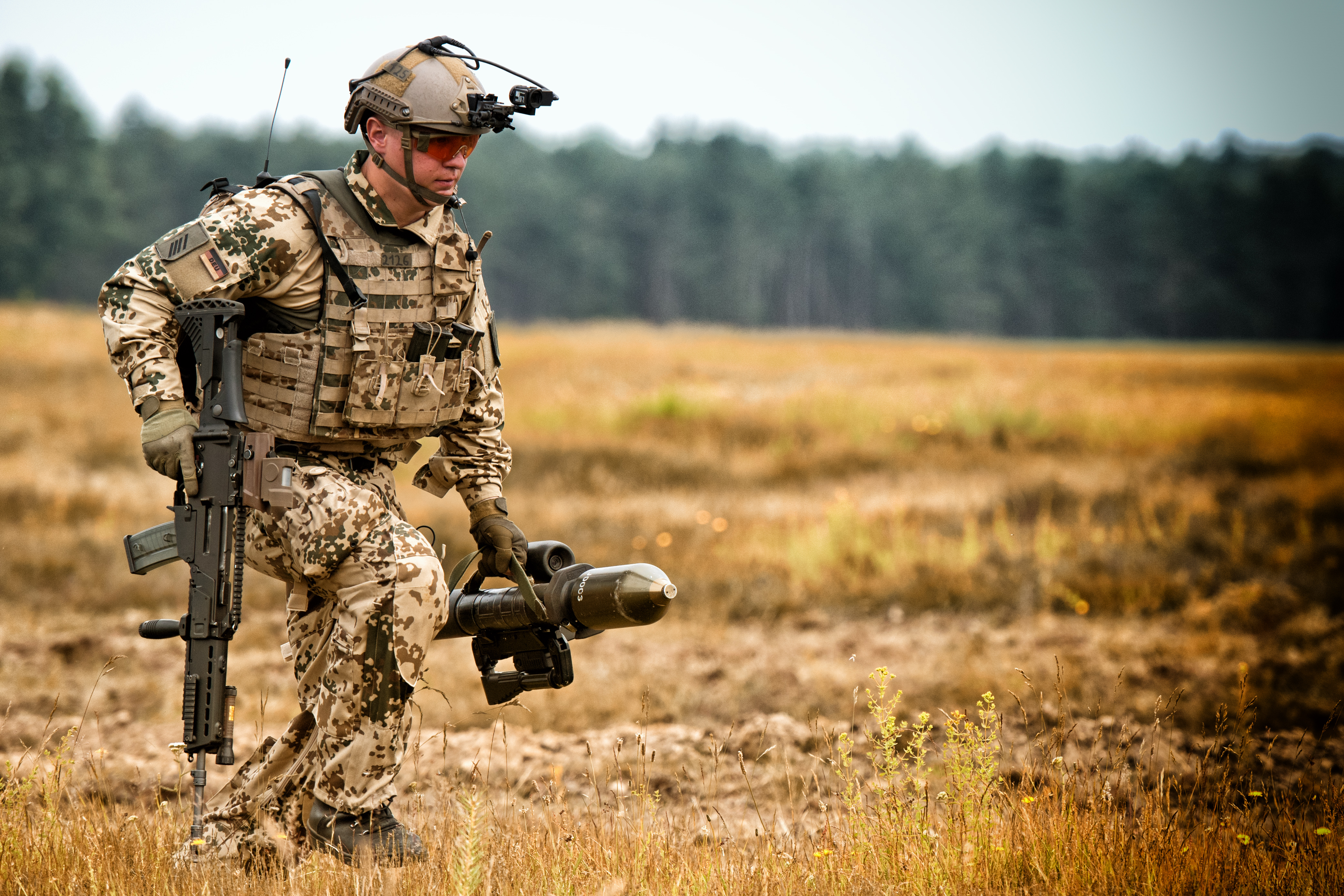
Bundeswehr-katona
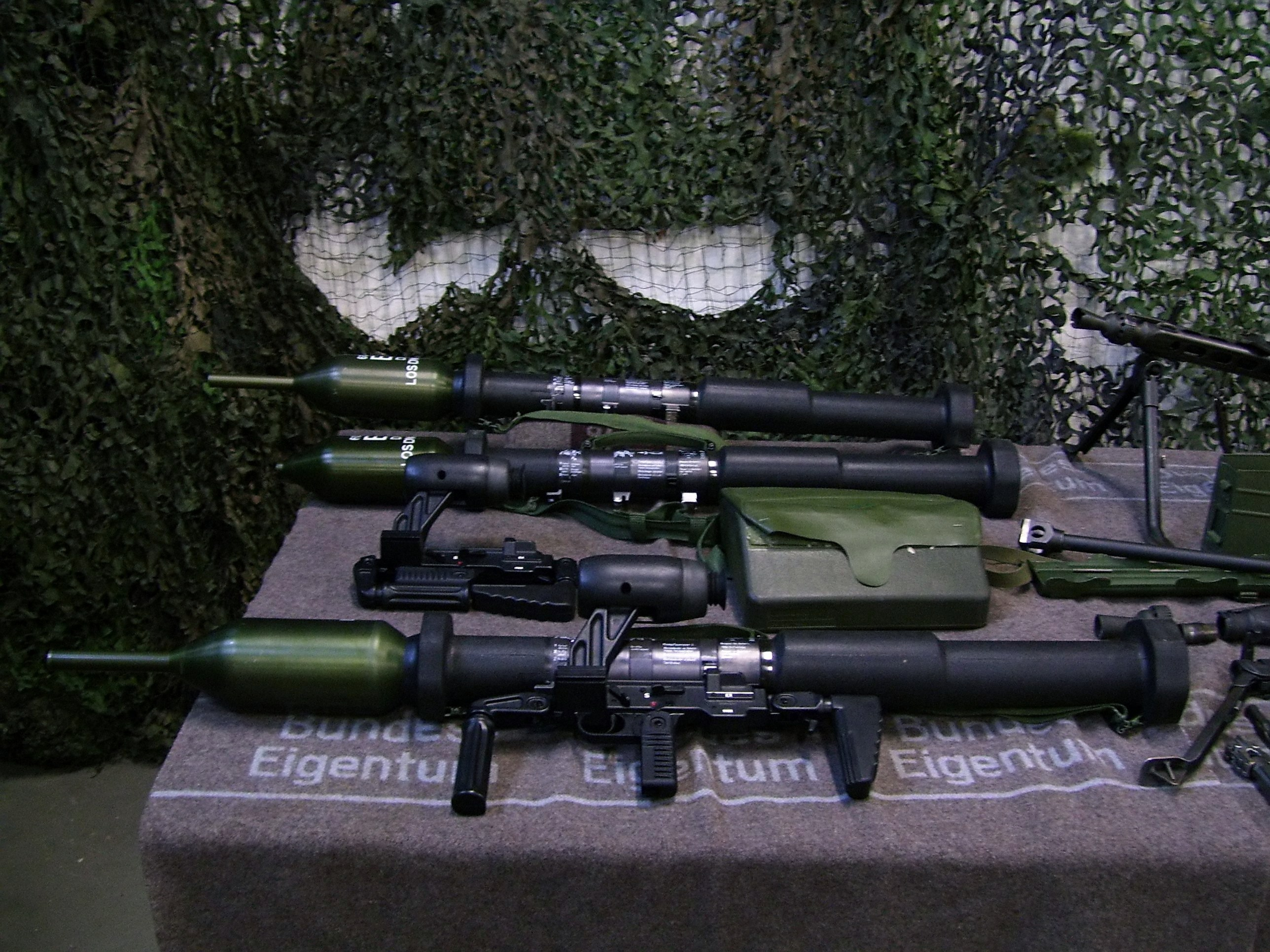

## Alkalmazók
Ausztria
 Belgium
 Dél-Korea
 Hollandia
 Irak – az iraki kurd haderő (Peshmerga) kapott 200 indítót és 2500 rakétát az ISIS elleni harchoz
 Japán
 Németország
 Olaszország
 Peru
 Svájc
 Ukrajna – 2022 februárjában Hollandia 50 indítót és 400 rakétát ajánlott fel Ukrajnának, Németország 1000 rakétát ígért az ország megsegítésére, amelyek  2022 március 3-án már meg is érkeztek Ukrajnába 500 Stinger rakétával együtt.